# Même les pigeons vont au paradis
Même les pigeons vont au paradis (übersetzt: Sogar Tauben kommen in den Himmel) ist ein französischer animierter Kurzfilm von Samuel Tourneux aus dem Jahr 2007. Er erlebte am 27. Januar 2007 auf dem Festival du Court-Métrage de Clermont-Ferrand seine Festivalpremiere.

## Handlung
Ein Mann, der gerade die Zeitung liest, erhält über Funk den Auftrag, einen Klienten in Bourdalou abzuholen. Vor dem Haus wiederum fängt ein Priester den Funkspruch auf und verfolgt den Mann, der auf einem Motorrad nach Bourdalou fährt. Der Priester rammt das Motorrad und der Fahrer stürzt, sodass der Priester als erster in Bourdalou ankommt. Hier fängt er den Rentner Moulin gerade so auf, als er bei der Suche nach seinem Sparstrumpf von einer selbstgebauten Leiter fällt. Der Priester redet Moulin zu, dass sein Geiz der Grund sein werde, dass er in die Hölle kommt, und präsentiert ihm kurze Zeit später die Himmelfahrtskapsel XV-750, die die Reise in den Himmel besonders luxuriös machen soll. Moulin will die Kapsel erst testen, bevor er einen Kaufvertrag unterschreibt. Der Priester weigert sich zunächst, stimmt dann jedoch zu: Mit großem Aufwand wirft er Glitter und Wattebällchen und der im Inneren der Kapsel eingeschlossene Moulin glaubt, tatsächlich in einer perfekten Himmelswelt zu sein. Er unterschreibt den Kaufvertrag.
Kurze Zeit später hört man ein Motorrad am Haus ankommen. Der Tod persönlich erscheint, um Herrn Moulin mitzunehmen, der vor wenigen Minuten auf der Suche nach einem roten Sparstrumpf zu Tode gefallen sei. Der Priester hat den Sparstrumpf von Moulin als Bezahlung für die Kapsel erhalten, wird vom Tod für Moulin gehalten und geköpft. Moulin verabschiedet sich vom Tod fröhlich mit einem Gläschen Alkohol. Als er alleine ist, steigt er neugierig in die Kapsel und schließt die Tür von innen mit einem roten Knopf – und ist nun allein in der Kugel gefangen.

## Auszeichnungen
Même les pigeons vont au paradis wurde 2008 für einen Oscar in der Kategorie „Bester animierter Kurzfilm“ nominiert, konnte sich jedoch nicht gegen Peter und der Wolf durchsetzen.